# Amyris barbata
Amyris barbata là một loài thực vật có hoa trong họ Cửu lý hương. Loài này được Lundell mô tả khoa học đầu tiên năm 1940.